# Brad Tavares
Bradley Kaipo Sarbida Tavares (Kailua, 21 de dezembro de 1987) é um lutador norte-americano de artes marciais mistas, atualmente compete no peso-médio do Ultimate Fighting Championship. Tavares foi competidor do The Ultimate Fighter 11.

## Carreira no MMA

### Começo da carreira
Tavares começou sua carreira no MMA em 2008 no Havaí, seu estado natal, acumulando um recorde de 5-0, com três vitórias por Nocaute Técnico e duas por Finalização.

### The Ultimate Fighter
Em Março de 2010, Tavares anunciou que faria parte da décima primeira edição do The Ultimate Fighter. No round de eliminação, Tavares derrotou Jordan Smith por Nocaute. Ele foi a sexta escolha para a Equipe Liddell.
Tavares derrotou James Hammortree na segunda luta preliminar. Após dois rounds, a luta foi declarada como empate e os lutadores tiveram que fazer uma terceiro round. Tavares dominou a luta no terceiro round e foi declarado vencedor, avançando às quartas-de-final.
Nas quartas de final, Tavares enfrentou Seth Baczynski. Após o fim do primeiro round, Baczynski acertou um tiro de meta ilegal na cabeça de Tavares. Baczynski imediatamente se desculpou, sabendo que podia ter ferido Tavares, que foi para o seu córner e caiu. Após os médicos discutirem sobre o assunto, Herb Dean parou a luta e Tavares foi declarado vencedor por Desqualificação, avançando para a semi-final.
Nas semi-finais, Tavares enfrentou o companheiro de equipe Court McGee, pela chance de disputar a final. No terceiro round, Tavares foi atordoado com no terceiro round. McGee encaixou um mata-leão, dando à Tavares sua primeira derrota.

### Ultimate Fighting Championship
No The Ultimate Fighter: Team Liddell vs. Team Ortiz Finale, Tavares fez uma revanche contra Seth Baczynski. Tavares derrotou Baczynski por Decisão Unânime.
Tavares enfrentou o veterano no UFC Phil Baroni em 1 de Janeiro de 2012 no UFC 125. Ele venceu por Nocaute no primeiro round.
Tavares enfrentou Aaron Simpson em 2 de Julho de 2011 no UFC 132, substituindo Jason Miller que foi retirado do card. Ele perdeu por Decisão Unânime.
Tavares era esperado para enfrentar Tim Credeur em 29 de Outubro de 2011 no UFC 137. Porém, Creduer foi forçado a se retirar da luta e foi substituído pelo estreante na promoção Dustin Jacoby. Porém, Tavares também se retirou da luta alegando uma lesão, e foi substituído pelo também estreante na promoção Clifford Starks.
Tavares enfrentou Dongi Yang em 15 de Maio de 2012 no UFC on Fuel TV: Korean Zombie vs. Poirier. Tavares venceu por uma contestada Decisão Unânime.
Tavares derrotou o ex-Campeão Peso Médio do BAMMA e estreante no UFC Tom Watson por Decisão Dividida no UFC on Fuel TV: Struve vs. Miocic.
Tavares derrotou Riki Fukuda por Decisão Unânime em 3 de Março de 2013 no UFC on Fuel TV: Silva vs. Stann.
Tavares enfrentou Bubba McDaniel em 28 de Agosto de 2013 no UFC Fight Night: Condit vs. Kampmann II e venceu por Decisão Unânime.
Tavares enfrentou Lorenz Larkin em 15 de Janeiro de 2014 no UFC Fight Night: Rockhold vs. Philippou e acumulou sua quinta vitória seguida ao vencer por Decisão Unânime.
Tavares enfrentou Yoel Romero em 19 de Abril de 2014 no UFC on Fox: Werdum vs. Browne. Ele perdeu por Decisão Unânime, encerrando assim sua sequencia de vitória.
Tavares enfrentou Tim Boetsch em 16 de Agosto de 2014 no UFC Fight Night: Bader vs. St. Preux e foi derrotado por Nocaute Técnico no segundo round. Ele derrotou o ex-desafiante Nate Marquardt em 3 de Janeiro de 2015 no UFC 182 por decisão unânime.
Tavares enfrentou o vencedor do TUF Smashes Robert Whittaker em 9 de Maio de 2015 no UFC Fight Night: Miocic vs. Hunt. Ele foi derrotado por nocaute com menos de um minuto de luta.

## Cartel no MMA
| Cartel no MMA   |             |            |
| 26 lutas        | 19 vitórias | 7 derrotas |
| Por nocaute     | 5           | 3          |
| Por finalização | 2           | 0          |
| Por decisão     | 12          | 4          |

| Res.    | Cartel | Oponente              | Método                             | Evento                                                   | Data       | Round | Tempo | Local                    | Notas           |
| ------- | ------ | --------------------- | ---------------------------------- | -------------------------------------------------------- | ---------- | ----- | ----- | ------------------------ | --------------- |
| Vitória | 20-8   | Chris Weidman         | Decisão (unânime)                  | UFC 292: Sterling vs. O'Malley                           | 19/08/2023 | 3     | 5:00  | Boston, Massachusetts    |                 |
| Derrota | 19-8   | Bruno Silva           | Nocaute Técnico (joelhada e socos) | UFC Fight Night: Pavlovich vs. Blaydes                   | 22/04/2023 | 1     | 3:35  | Las Vegas, Nevada        |                 |
| Derrota | 19-7   | Dricus du Plessis     | Decisão (unânime)                  | UFC 276: Adesanya vs. Cannonier                          | 02/07/2022 | 3     | 5:00  | Las Vegas, Nevada        |                 |
| Vitória | 19-6   | Omari Akhmedov        | Decisão (dividida)                 | UFC 264: Poirier vs. McGregor 3                          | 10/07/2021 | 3     | 5:00  | Las Vegas, Nevada        |                 |
| Vitória | 18-6   | Antônio Carlos Júnior | Decisão (unânime)                  | UFC 257: Poirier vs. McGregor 2                          | 23/01/2021 | 3     | 5:00  | Abu Dhabi                |                 |
| Derrota | 17-6   | Edmen Shahbazyan      | Nocaute (chute na cabeça)          | UFC 244: Masvidal vs. Diaz                               | 02/11/2019 | 1     | 2:27  | Nova Iorque, Nova Iorque |                 |
| Derrota | 17-5   | Israel Adesanya       | Decisão (unânime)                  | The Ultimate Fighter: Undefeated                         | 06/07/2018 | 5     | 5:00  | Las Vegas, Nevada        |                 |
| Vitória | 17-4   | Krzysztof Jotko       | Nocaute Técnico (socos)            | UFC on Fox: Poirier vs. Gaethje                          | 14/04/2018 | 3     | 2:16  | Glendale, Arizona        |                 |
| Vitória | 16-4   | Thales Leites         | Decisão (unânime)                  | UFC 216: Ferguson vs. Lee                                | 07/10/2017 | 3     | 5:00  | Las Vegas, Nevada        |                 |
| Vitória | 15-4   | Elias Theodorou       | Decisão (unânime)                  | The Ultimate Fighter: Redemption Finale                  | 07/07/2017 | 3     | 5:00  | Las Vegas, Nevada        |                 |
| Vitória | 14-4   | Caio Magalhães        | Decisão (dividida)                 | UFC 203: Miocic vs. Overeem                              | 10/09/2016 | 3     | 5:00  | Cleveland, Ohio          |                 |
| Derrota | 13-4   | Robert Whittaker      | Nocaute (socos)                    | UFC Fight Night: Miocic vs. Hunt                         | 09/05/2015 | 1     | 0:44  | Adelaide                 |                 |
| Vitória | 13-3   | Nate Marquardt        | Decisão (unânime)                  | UFC 182: Jones vs. Cormier                               | 03/01/2015 | 3     | 5:00  | Las Vegas, Nevada        |                 |
| Derrota | 12-3   | Tim Boetsch           | Nocaute Técnico (socos)            | UFC Fight Night: Bader vs. St. Preux                     | 16/08/2014 | 2     | 3:18  | Bangor, Maine            |                 |
| Derrota | 12-2   | Yoel Romero           | Decisão (unânime)                  | UFC on Fox: Werdum vs. Browne                            | 19/04/2014 | 3     | 5:00  | Orlando, Florida         |                 |
| Vitória | 12-1   | Lorenz Larkin         | Decisão (unânime)                  | UFC Fight Night: Rockhold vs. Philippou                  | 15/01/2014 | 3     | 5:00  | Duluth, Georgia          |                 |
| Vitória | 11-1   | Bubba McDaniel        | Decisão (unânime)                  | UFC Fight Night: Condit vs. Kampmann II                  | 28/08/2013 | 3     | 5:00  | Indianapolis, Indiana    |                 |
| Vitória | 10-1   | Riki Fukuda           | Decisão (unânime)                  | UFC on Fuel TV: Silva vs. Stann                          | 02/03/2013 | 3     | 5:00  | Saitama                  |                 |
| Vitória | 9-1    | Tom Watson            | Decisão (dividida)                 | UFC on Fuel TV: Struve vs. Miocic                        | 29/09/2012 | 3     | 5:00  | Nottingham               |                 |
| Vitória | 8-1    | Dongi Yang            | Decisão (unânime)                  | UFC on Fuel TV: Korean Zombie vs. Poirier                | 15/05/2012 | 3     | 5:00  | Fairfax, Virgínia        |                 |
| Derrota | 7-1    | Aaron Simpson         | Decisão (unânime)                  | UFC 132: Cruz vs. Faber                                  | 02/07/2011 | 3     | 5:00  | Las Vegas, Nevada        |                 |
| Vitória | 7-0    | Phil Baroni           | Nocaute (joelhadas e socos)        | UFC 125: Resolution                                      | 01/01/2011 | 1     | 4:20  | Las Vegas, Nevada        |                 |
| Vitória | 6-0    | Seth Baczynski        | Decisão (unânime)                  | The Ultimate Fighter: Team Liddell vs. Team Ortiz Finale | 19/06/2010 | 3     | 5:00  | Las Vegas, Nevada        | Estreia no UFC. |
| Vitória | 5-0    | Jonathan Joao         | Nocaute Técnico (socos)            | X-1: Temple of Boom 4                                    | 07/03/2009 | 1     | N/A   | Honolulu, Havaí          |                 |
| Vitória | 4-0    | Joshua Ferreira       | Finalização (mata-leão)            | X-1: Temple of Boom 1                                    | 27/09/2008 | 2     | 2:28  | Honolulu, Havaí          |                 |
| Vitória | 3-0    | Devin Kauwe           | Nocaute Técnico (socos)            | Icon Sport: Hard Times                                   | 02/08/2008 | 1     | 1:52  | Honolulu, Havaí          |                 |
| Vitória | 2-0    | John Ferrel           | Finalização (mata-leão)            | Niko Vitale Promotions                                   | 18/04/2008 | 1     | N/A   | Honolulu, Havaí          |                 |
| Vitória | 1-0    | Thomas Sedano         | Nocaute Técnico (socos)            | MMAC: Conflict: The Beginning                            | 29/06/2007 | 1     | 0:40  | Honolulu, Havaí          | Estreia no MMA  |